# Zapasy na Letnich Igrzyskach Olimpijskich 1952 – kategoria do 87 kg w stylu klasycznym
Zmagania mężczyzn do 87 kg to jedna z ośmiu męskich konkurencji w zapasach w stylu klasycznym rozgrywanych podczas Letnich Igrzysk Olimpijskich 1952. Pojedynki w tej kategorii wagowej odbyły się w dniach 24 – 27 lipca.
Punktacja opierała się na systemie "złych punktów karnych". Przegranemu przyznawano 3 punkty. Zwycięzca otrzymywał zero punktów za wygraną przez "tusz" (łopatki), a jeden punkt za wygraną decyzją trzech sędziów. Uzyskanie pięciu lub więcej punktów karnych eliminowało zapaśnika z turnieju. Najlepsza trójka walczyła w rundzie finałowej. 

## Klasyfikacja[1]
| Miejsce | Nazwisko          | Kraj       |
| ------- | ----------------- | ---------- |
| 1       | Kelpo Gröndahl    | Finlandia  |
| 2       | Szalwa Czichladze | ZSRR       |
| 3       | Karl-Erik Nilsson | Szwecja    |
| 4       | Gyula Kovács      | Węgry      |
| 5       | İsmet Atlı        | Turcja     |
| 6       | Umberto Silvestri | Włochy     |
| 6       | Michel Skaff      | Liban      |
| 8       | Ovidiu Forai      | Rumunia    |
| 9       | Max Leichter      | RFN        |
| 9       | Jos Schummer      | Luksemburg |

## Wyniki

### Pierwsza runda[2]
| Zwycięzca         | Punkty karne | Wynik        | Przegrany    | Punkty karne |
| ----------------- | ------------ | ------------ | ------------ | ------------ |
| Michel Skaff      | 1            | Decyzja, 2:1 | Ovidiu Forai | 3            |
| Karl-Erik Nilsson | 1            | Decyzja, 3:0 | Gyula Kovács | 3            |
| Umberto Silvestri | 1            | Decyzja, 2:1 | İsmet Atlı   | 3            |
| Kelpo Gröndahl    | 0            | Łopatki      | Jos Schummer | 3            |
| Szalwa Czichladze | 0            | Łopatki      | Max Leichter | 3            |

### Druga runda[3]
| Zwycięzca         | Punkty karne | Wynik        | Przegrany         | Punkty karne |
| ----------------- | ------------ | ------------ | ----------------- | ------------ |
| Gyula Kovács      | 3            | Łopatki      | Michel Skaff      | 4            |
| Karl-Erik Nilsson | 2            | Decyzja, 3:0 | Ovidiu Forai      | 6            |
| İsmet Atlı        | 3            | Łopatki      | Jos Schummer      | 6            |
| Szalwa Czichladze | 1            | Decyzja, 3:0 | Umberto Silvestri | 4            |
| Kelpo Gröndahl    | 1            | Decyzja, 3:0 | Max Leichter      | 6            |

### Trzecia runda[4]
| Zwycięzca         | Punkty karne | Wynik        | Przegrany         | Punkty karne |
| ----------------- | ------------ | ------------ | ----------------- | ------------ |
| Karl-Erik Nilsson | 2            | Łopatki      | Michel Skaff      | 7            |
| Gyula Kovács      | 4            | Decyzja, 3:0 | İsmet Atlı        | 6            |
| Kelpo Gröndahl    | 1            | Łopatki      | Umberto Silvestri | 7            |
| Szalwa Czichladze | 1            | Bez walki    |                   |              |

### Czwarta runda[5]
| Zwycięzca      | Punkty karne | Wynik        | Przegrany         | Punkty karne |
| -------------- | ------------ | ------------ | ----------------- | ------------ |
| Gyula Kovács   | 5            | Decyzja, 3:0 | Szalwa Czichladze | 4            |
| Kelpo Gröndahl | 2            | Decyzja, 2:1 | Karl-Erik Nilsson | 5            |

### Runda finałowa
| Zwycięzca         | Punkty karne | Wynik        | Przegrany         | Punkty karne                    |
| ----------------- | ------------ | ------------ | ----------------- | ------------------------------- |
| Kelpo Gröndahl    | 2            | Decyzja, 2:1 | Karl-Erik Nilsson | 5- (zaliczony wynik z IV rundy) |
| Szalwa Czichladze | 4            | Łopatki      | Karl-Erik Nilsson | 8                               |
| Kelpo Gröndahl    | 3            | Decyzja, 2:1 | Szalwa Czichladze | 7                               |